# Parc d'État de Crowders Mountain
Pour les articles homonymes, voir Crowder.
Crowder's Mountain est un parc d'État de Caroline du Nord de 843 ha (2 083 acres) situé dans le comté de Gaston, Caroline du Nord aux États-Unis. 
Il est situé près de la ville de Kings Mountain et sur la périphérie de Gastonia. Il inclut les pics de Crowder's Mountain et King's Pinnacle. La « Montagne de Crowder » a été dénommée ainsi après qu'Ulrich Crowder, un négociant allemand et fermier, achète en 1789 la montagne et le terrain l'entourant, avant de s'en aller plus à l'ouest. Les falaises sont une destination populaire pour les varappeurs.
La montagne en elle-même est un pic isolé (inselberg ou monadnock). Elle s'élève abruptement à 240 m (800 pieds) au-dessus de la campagne environnante, et présente des falaises rocheuses de 40 à 50 mètres de haut. La Crowder's Mountain culmine à 495 m (1 625 pieds) au-dessus du niveau de la mer.
Elle serait une rémanence d'une montagne beaucoup plus importante qui s'est formée il y a environ 400 - 500 millions d'années et qui a été peu à peu érodée par les éléments naturels. Le parc se situe au nord-est de la chaine de montagne des Kings Mountain, une longue chaine de pics peu élevés de 26 km (16 miles) qui inclut le site de la bataille de Kings Mountain de la révolution américaine.
De nombreuses pistes de randonnée mènent au sommet de la Crowders Mountain, et il est possible d'y voir, par temps clair, les gratte-ciel de Charlotte à l'est.
Le parc possède deux pics :
- Crowder's Mountain, haute de 495 m (1 625 pieds), est dans la partie nord-est du  parc. 35° 13′ 56″ N, 81° 16′ 35″ O ;

- King's Pinnacle, haute de 520 m (1 705 pieds), est dans la partie ouest du parc. 35° 12′ 28″ N, 81° 18′ 45″ O.

## Histoire
Au début des années 70, il était prévu d'excaver et d'exploiter la montagne pour ses ressources naturelles. Pour éviter ceci, le conseil municipal de Gastonia et d'autres citoyens achetèrent le terrain et la présentèrent pour classement au gouvernement de l'État. En 1974, l'État de la Caroline du Nord a classé cette zone comme étant officiellement le Parc d'État de Crowders Mountain. Le King's Pinnacle a été ajouté au parc en 1987.